# 索霍爾特峰
79°43′S 84°12′W / 79.717°S 84.200°W
索霍爾特峰（英語：Soholt Peaks）是南極洲的山峰，位於埃爾斯沃思地，屬於埃爾斯沃思山脈的赫里蒂奇嶺的一部分，以地質學家命名，現時由南極條約體系管理。